# گوست‌اسکریپت

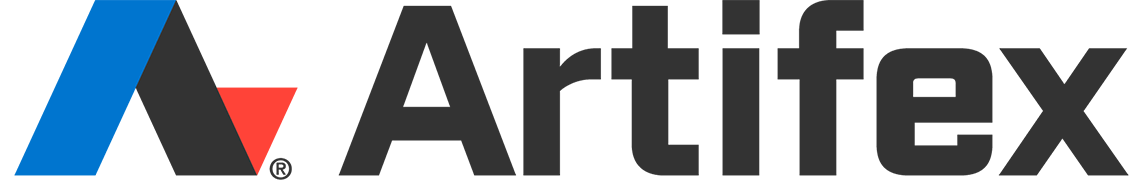
لگو شرکت Artifex Software

گوست‌اسکریپت (به انگلیسی: Ghostscript) یک مجموعه نرم‌افزاری است که مبتنی بر مفسری برای زبان‌های توصیف صفحه پست‌اسکریپت و پی‌دی‌اف شرکت ادوبی است. هدف اصلی این پروژه رندر کردن و شظرنجی کردن این نوع صفحات و تبدیل آنها به یکدیگر است. این پروژه در سال ۱۹۸۶ توسط ال پیتر دوش برای پروژه گنو نوشته شد و تحت پروانه جی‌پی‌ال منتشر شد. بعدها دوش شرکت Aladdin Enterprises را به منظور ارائه کردن گوست‌اسکریپت تحت یک پروانه انحصاری ایجاد کرد. در حال حاضر گوست‌اسکریپت در اختیار شرکت Artifex Software قرار دارد و توسط کارمندان این شرکت و همین‌طور جامعه کاربری جهانی آن توسعه و نگهداری داده می‌شود. نسخه فعلی این برنامه تحت پروانه جی‌پی‌ال در دسترس است، اما با پرداخت مبلغی پول می‌توان از آن در پروژه‌های تجاری هم استفاده کرد. گوست‌ویو (به انگلیسی: Ghostview) یک رابط گرافیکی برای این برنامه است.